# Državna cesta D70
D70 je državna cesta u Hrvatskoj. Ukupna duljina iznosi 21,9 km.